# 海倫·沙曼
海倫·沙曼，CMG，OBE（Helen Patricia Sharman，1963年5月30日—）是一名英国化学家。她于1991年乘坐一枚联盟TM-12号飞船访问和平号空间站，成为第一位进入太空的英国人，並獲得大英帝國勳章。
沙曼出生于英国谢菲尔德，1984年她在谢菲尔德大学获得化学理學士学位，后在倫敦大學伯貝克學院获得博士学位。她首先在伦敦通用电气任工程师，后转到瑪氏食品任化学家，在那里她研究巧克力的气味特征。

## 朱诺计划
海倫·沙曼响应在英国广播中播出的一个广告，申请成为首位英国宇航员。从13000名申请人中她于1989年11月25日获选。这个项目被称为朱诺计划，它是一群英国公司和苏联之间的一个合作项目。
说沙曼是抓彩选中的是错误的.实际上她是通过一个非常严格的过程，根据科学、教育和航天的条件以及学习外语的能力被挑选出来的。但是为了为这次飞行筹款的确是使用了发彩票的方法。

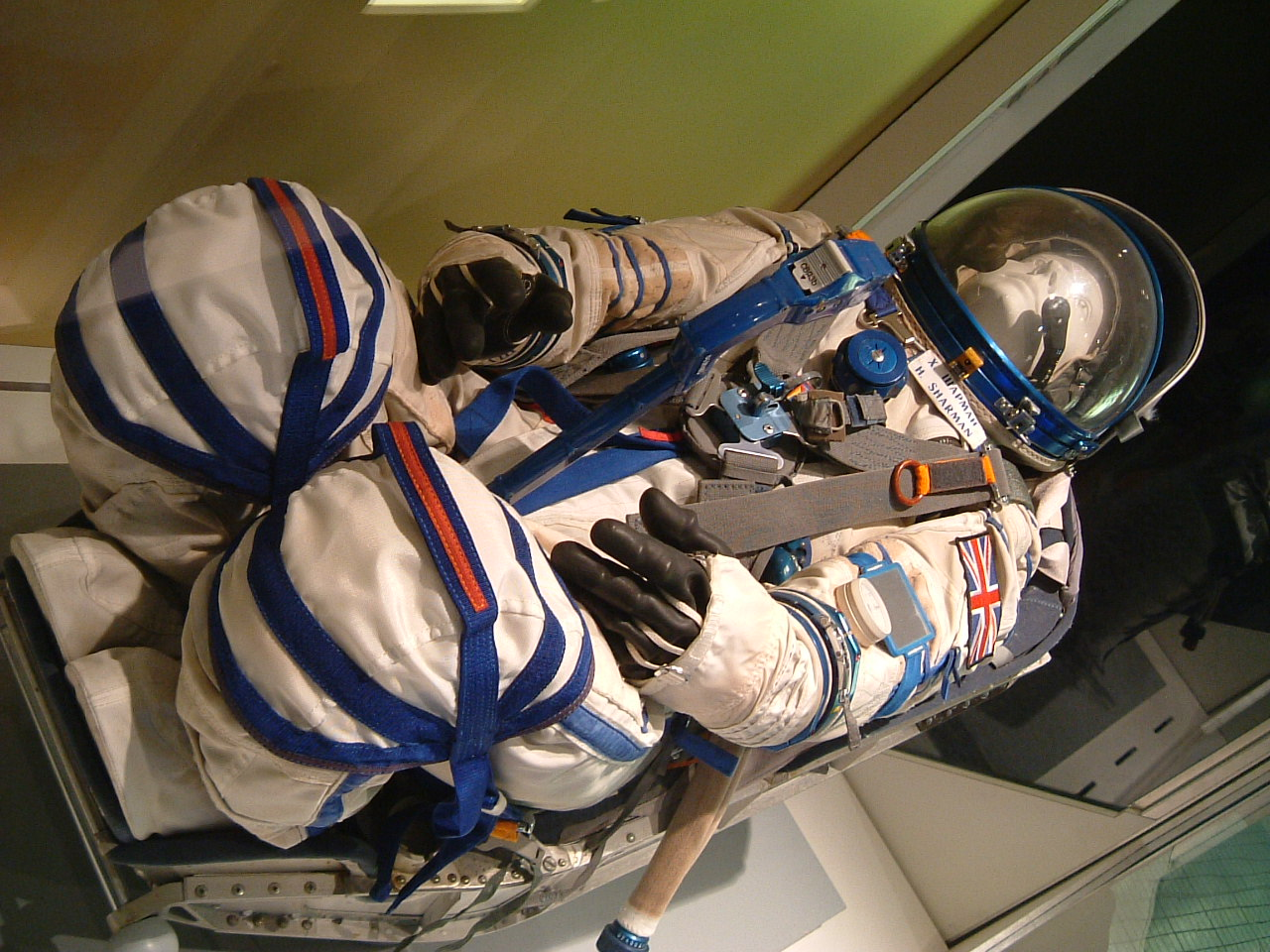
沙曼穿过的航天服，展出于莱斯特国家航天中心

在起飞前沙曼在莫斯科星城接受了18个月的嚴格训练。可是朱诺计划還沒能够筹募足够的钱，因此整个项目几乎被中止。据报道出于国际关系的利益兴趣，米哈伊尔·戈尔巴乔夫下令苏联出钱继续这个项目，但是由于西方没有签字，因此原计划中的许多试验被廉价的试验取代。
1991年5月18日联盟TM-12飞船载沙曼、阿纳托利·阿尔采巴尔斯基和谢尔盖·克里卡列夫起飞。沙曼的飞行共八天，其中大多数时候在和平号太空站上。她的任务包括进行医学和农业试验，拍摄英伦三岛的照片以及和英国的学生进行一次业余无线电通讯。1991年5月26日她与维克托·阿法纳西耶夫和穆萨·马纳罗夫乘坐联盟TM-11号飞船返回地球。
沙曼起飞的时候只有27岁又11个月，到2007年为止她是世界上455名宇航员中第五年轻的。1963年进入太空的瓦莲京娜·捷列什科娃是世界上第一名女宇航员，也是第二年轻的宇航员，当时她才26岁又三个月。
沙曼没有再重返太空，虽然1992年她是三名参加欧洲空间局宇航员选择过程的英国选手之一，1998年她进入了25名选手的小竞争范围。
由于她在朱诺计划中获得的成就她在谢菲尔德明星之路上获得了一颗星。

## 后来生涯
沙曼目前在广播电台工作，以及教授科学教育。

## 奖赏和荣誉
1991年沙曼被选为在谢菲尔德举行的1991年夏季世界大學生運動會点火。在多国电视实况转播时，她跑入运动场，跌倒，把火炬失手，但是她又爬起来，并点燃了运动会的火。1993年沙曼被授予大英帝國勳章，同年被选为皇家化学协会荣誉会员。位于荷兰阿森的英国学校把自己的名字改为海倫·沙曼学校。伦敦的一座女子学校也以她命名了其一座建筑。